# Pseudasthenes cactorum
El canastero de los cactos (Pseudasthenes cactorum), también denominado canastero de los cardones, es una especie de ave paseriforme de la familia Furnariidae anteriormente situada en el género Asthenes. Es endémica del suroeste de Perú.

## Distribución y hábitat

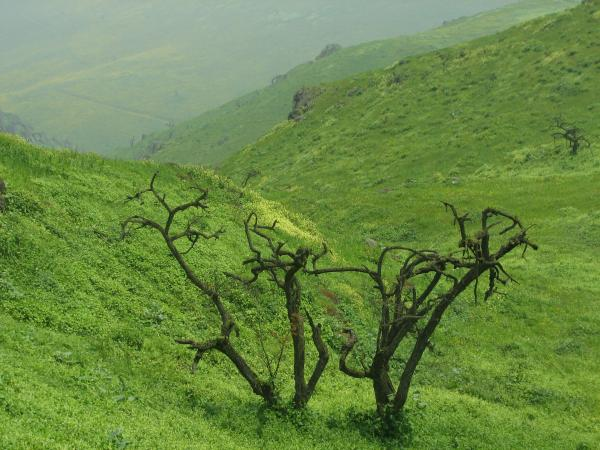
Ejemplo de hábitat de esta especie, las Lomas de Lachay, en la reserva nacional de Lachay, cerca de Lima.

Se distribuye de manera endémica por la pendiente occidental de los Andes desde el oeste de La Libertad y Lima hacia el sur hasta Arequipa.
Sus hábitats naturales son matorrales muy dispersos con cactáceas, en regiones muy áridas del desierto costero del Perú.

## Costumbres
Es una especie poco conocida y poco estudiada; normalmente vive sola o en parejas. Si bien se sabe que anida en los cactus, casi nada más se ha publicado sobre el comportamiento reproductivo de la especie. Los pichones son alimentados con orugas e insectos; en la dieta de los adultos también se agregan los frutos de cactus. 

## Descripción
Mide 15 cm de longitud. Tiene corona y dorso gris-parduscos. La garganta es blanca con una pequeña mancha amarilla. El vientre presenta tonos pálidos. La cola es oscura con los vexilos externos de las plumas de color rufo.

## Sistemática

### Descripción original
La especie P. cactorum fue descrita por primera vez por la ornitóloga alemana radicada en Perú Maria Koepcke en 1959 bajo el nombre científico Asthenes cactorum; la localidad tipo es: «Atico, Arequipa, Perú».

### Etimología
El nombre genérico femenino «Pseudasthenes» se compone de las palabras del griego « ψευδος pseudos»: falso, y del género Asthenes «ασθενης asthenēs, que por su vez significa insignificante, sin importancia; denotando la semejanza física entre los dos géneros, pero al mismo tiempo destacando que no son parientes cercanos;  y el nombre de la especie «cactorum», del latín moderno que significa «de los cactos».

### Taxonomía
Ya fue considerada pariente próxima y hasta conespecífica con Asthenes modesta, pero los estudios genéticos demostraron que ni siquiera pertenecen al mismo género. Anteriormente se la clasificaba dentro del género Asthenes pero estudios recientes de genética molecular sugieren que, junto con otras tres especies, ( A. humicola, A. steinbachi y A. patagonica), estaban realmente más próximas a un grupo de géneros consistentes de Pseudoseisura, Xenerpestes, etc., y nombraron un nuevo género, Pseudasthenes, para esas cuatro especies.
Hay desacuerdo entre los especialistas sobre las subespecies de este taxón. Algunas autoridades mantenían el reconocimiento de la subespecie Pseudasthenes cactorum monticola (Koepcke, 1965) para las poblaciones andinas, y de otra subespecie, P. c. lachayensis (Koepcke, 1965), con distribución muy restringida, en las Lomas de Lachay, en la reserva nacional de Lachay, cerca de Lima. Sin embargo, las diferencias morfológicas motivo de la descripción son consideradas como producto de variaciones clinales, combinadas con diferencias en el grado de desgaste del plumaje, de forma que tales caracteres no permiten el diagnóstico de los especímenes individuales.

### Subespecies
Las clasificaciones Aves del Mundo (HBW) y del Congreso Ornitológico Internacional (IOC) no reconocen  ninguna subespecie, mientras Clements Checklist/eBird lista la subespecie lachayensis como válida.